# Anadara multicostata
Anadara multicostata is een tweekleppigensoort uit de familie van de Arcidae. De wetenschappelijke naam van de soort is voor het eerst geldig gepubliceerd in 1833 door G.B. Sowerby I.

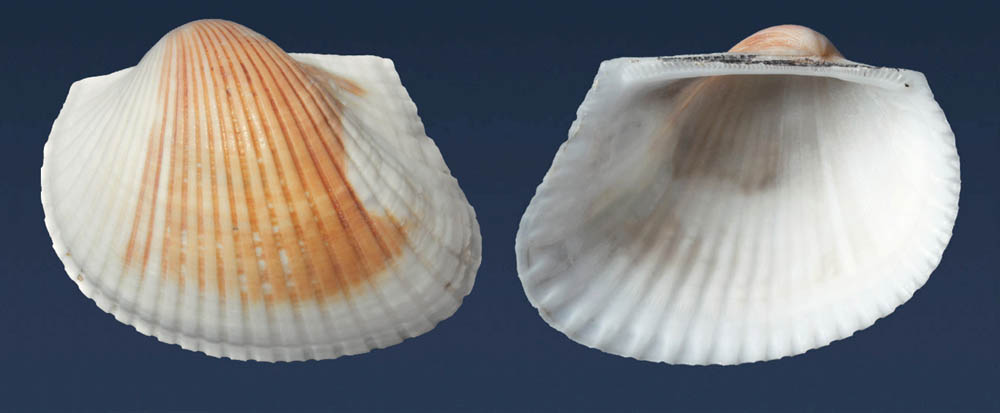
Een schelp van Anadara multicostata